# Jean Tribolet
Jean Tribolet (... – 28 marzo 2012) è stato un cestista svizzero.

## Carriera
Con la Svizzera ha disputato i Giochi olimpici di Londra 1948.